# ジャンヌ・ド・フランス (1464-1505)
ジャンヌ・ド・フランス（フランス語: Jeanne de France）またはジャンヌ・ド・ヴァロワ（Jeanne de Valois, 1464年4月23日 - 1505年2月4日）は、フランス王ルイ12世の最初の王妃。

## 生涯
ルイ11世と王妃シャルロット・ド・サヴォワの娘として生まれた。2人の間の成人に達した3人の子供の2番目で、姉にアンヌ・ド・ボージュー、弟にシャルル8世がいる。幼少時から病がちで、聖母マリアを深く信仰していた。父の政治的意図から1476年に12歳で、傍系ヴァロワ＝オルレアン家のオルレアン公ルイ・ド・ヴァロワと結婚した。
1498年に弟シャルル8世が子供のないまま死去すると、王姉ジャンヌを妻とするオルレアン公がルイ12世として即位した（サリカ法に基づく王位継承であり、ジャンヌとの結婚により継承権を得たわけではなかった）。結婚後25年たってもルイ12世とジャンヌの間には子供がなく、ルイはシャルル8世の王妃であったアンヌ・ド・ブルターニュとの再婚を考えた。未亡人となったアンヌは、依然としてブルターニュ公国の君主であるため、西部の要地を押さえる政治的理由からも、再婚は魅力的であった。
ルイが妻の身体的理由から子供ができないため結婚は無効であると申請を出し、ローマ教皇アレクサンデル6世に1498年に認可された。前王妃ジャンヌは、王から慰留としてベリー公爵夫人（女公）の称号と公爵領をもらい、ブールジュで死んだ。

## 列聖
ジャンヌはブールジュにおいてフランシスコ会の女子修道会であるアノンシアード（受胎告知）女子修道会（Sœurs de l'Annonciade）を創立した。
18世紀にローマ教皇ベネディクトゥス14世によって福者に、20世紀にピウス12世によって聖者に列せられている。

## ジャンヌ・ド・フランスが登場する作品
- 佐藤賢一『王妃の離婚』 - ルイ12世とジャンヌの結婚無効裁判の顛末を題材としている。